# Moka (districte)
Moka és un districte de Maurici, situat a la plana central de l'illa. El districte té una superfície de 230.5 km² i la seva població estimada és de 81,820 persones a data de 31 de desembre de 2012.

## Geografia
El districte de Moka inclou diverses regions; tanmateix, algunes d'elles estan, a més, dividedes entre diferents suburbis. Noti's que les estadístiques no tenen en compte que Ripailles va ser creat durant la Nouvelle Découverte i que Pailes va ser absorbit per Port-Louis Municipal Council el 2011 arran de la nova Llei del Govern Local.

### Llocs per població
| Camp Thorel                                   | 2,128  | 12.77 | 166.6   |
| Dagotière                                     | 7,146  | 10.7  | 667.9   |
| Dubreuil (a l'est de Flacq)                   | 2,840  | 80    | 35.5    |
| Espérance                                     | 1,884  | 7.64  | 246.6   |
| La Laura - Malenga                            | 1,288  | 4.87  | 264.5   |
| L'Avenir                                      | 2,701  | 8.42  | 320.8   |
| Melrose                                       | 1,955  | 4.39  | 445.3   |
| Moka (a l'oest del districte Plaines Wilhems) | 8,846  | 17.44 | 507.2   |
| Montagne Blanche (a l'est de Flacq)           | 9,053  | 19.63 | 461.2   |
| Pailles                                       | 11,618 | 14.62 | 794.7   |
| Providence                                    | 3,285  | 3.72  | 883.1   |
| Quartier Militaire                            | 7,046  | 6.89  | 1,022.6 |
| Nouvelle Découverte                           | 3,024  | 22.04 | 137.2   |
| St Pierre                                     | 15,982 | 13.06 | 1,223.7 |
| Verdun                                        | 2,181  | 4.15  | 525.5   |

- Lycée des Mascareignes - Senior high/Sixth form[6]
- École du Centre/Collège Pierre-Poivre - Primary and junior high school[7][8]